# La Soleiada
La Soleiada és una casa de Riudoms (Baix Camp) declarada Bé Cultural d'Interès Local.

## Descripció
És una casa senyorial situada abans als afores, a l'alçada de l'ermita de Sant Antoni, i l'altra banda de la carretera de les Borges, a l'hort de Xavier tocant al seu pinar. El nom li ve de l'indret, molt assolellat. Actualment es troba envoltada per una urbanització, que li treu singularitat. És una casa d'estil colonial de dues plantes, amb moltes finestres i miradors, i una porxada sostinguda per tres columnes de pedra artificial que dona accés al jardí. A un extrem de l'edifici s'encimbella una torre, amb l'àtic ple de finestres, dues per un costat, amb vidres de colors, teulada a dues vessants, rajoles blaves i vermelles, que li donen un aspecte característic. Al mur principal de la torre hi ha un excel·lent mosaic de Sant Antoni i un rellotge de sol.

## Història
El xalet, o residència, fou construït per un indià que va retornar al poble. En els darrers anys ha estat alterat el seu entorn i ha estat posada a la venda. L'eixample del poble en aquesta direcció ha creat una mena d'urbanització que afecta el seu entorn per la banda del poble. Durant un temps s'havia pensat a destinar aquesta mansió com a museu municipal, per a salvar-la de l'enderrocament.